# Kingsley Castle Cob
Kingsley Castle Cob är ett slott i Storbritannien.   Det ligger i kommunen Cheshire West and Chester i riksdelen England, i den södra delen av landet, 260 km nordväst om huvudstaden London. Kingsley Castle Cob ligger 134 meter över havet.
Terrängen runt Kingsley Castle Cob är huvudsakligen platt. Kingsley Castle Cob ligger uppe på en höjd. Runt Kingsley Castle Cob är det tätbefolkat, med 331 invånare per kvadratkilometer. Närmaste större samhälle är Warrington, 17,2 km nordost om Kingsley Castle Cob. Trakten runt Kingsley Castle Cob består i huvudsak av gräsmarker.